# Griechenviertel (Wien)

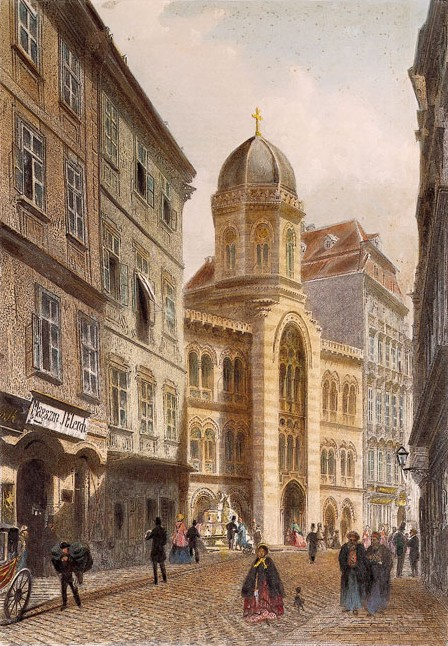
Der Fleischmarkt auf einem Stich von Rudolf von Alt

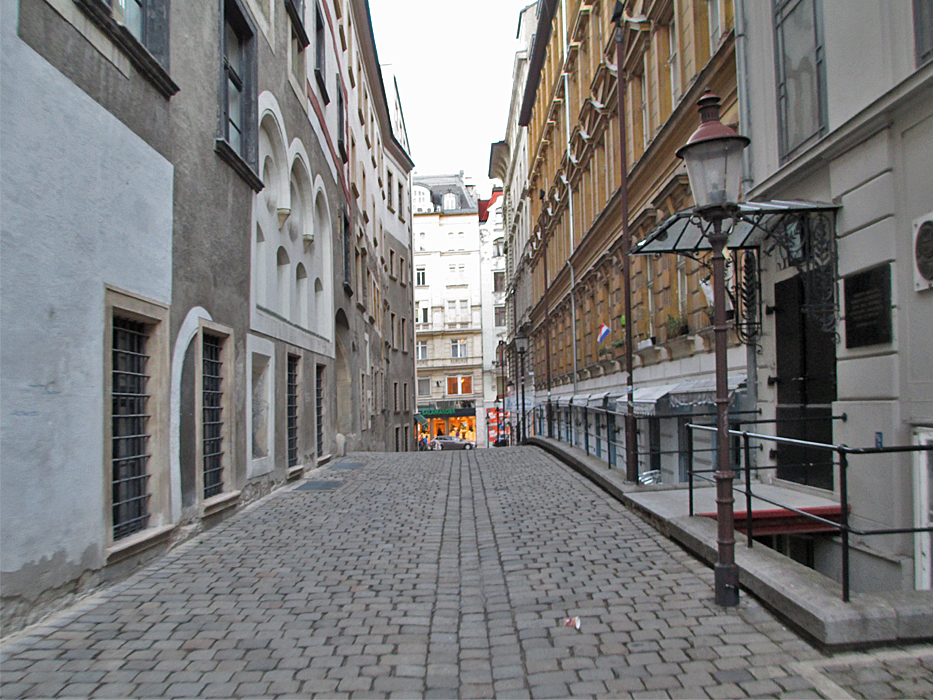
Blick in die Griechengasse

Das Toponym Griechenviertel bezeichnet eine Gegend im 1. Wiener Gemeindebezirk Innere Stadt. Sie liegt am Fleischmarkt und grenzt westlich an das so genannte Judenviertel. Die Bezeichnung wird heute eher im historischen Kontext gebraucht.

## Geschichte
Am Fleischmarkt ließen sich ab etwa 1700 griechische Kaufleute nieder, die hauptsächlich im Orienthandel tätig waren. Am 17. Jänner 1685 eröffnete dort Johannes Theodat in seinem Wohnhaus am Haarmarkt, heute Rotenturmstraße 14, das erste Wiener Kaffeehaus. Während einst das Viertel (wie die gesamte Innenstadt) sozial durchmischt war, setzte ab 1848 ein Wegzug der wohlhabenderen Wiener Griechen ein. So entstanden etwa an der Ringstraße das Palais Dumba und das Palais Ephrussi. Im Griechenviertel waren nach wie vor die Geschäfte der Kaufleute, ihr Treffpunkt war das Griechenbeisl, an dessen Seite die Griechengasse liegt. Es gab hier aber auch Druckereien, die die griechische Bevölkerung mit griechischsprachiger Literatur versorgten, etwa die Druckerei P. Markides in der Rotenturmstraße 21, bei der Rigas Feraios einige seiner Bücher drucken ließ.
Im 19. Jahrhundert entstanden die Georgskirche und die Griechenkirche zur Heiligen Dreifaltigkeit in der heutigen Form. Unweit des Viertels befand sich das Palais Sina der gleichnamigen griechisch-österreichischen Unternehmerfamilie.
Im Wettbewerb für die zerstörten Gebiete am Donaukanal vom 7. Februar 1946 wurde auch nach städtebaulichen Lösungen für das kriegsbeschädigte Griechenviertel gesucht.